# 신원생대
신원생대(新原生代, Neoproterozoic)는 고생대와 중원생대 사이에 있는 지질시대이다.
10-5.42억년 사이에 있는 지질시대이고 다시 에디아카라기, 크라이오제니아기, 토니아기로 나눈다.